# Andrés Martín Asuero
Andrés Martín Asuero   (Sant Sebastià, 1964) és un biòleg expert en tècniques de reducció de l'estrès. És llicenciat en Ciències per la Universitat de Navarra, Màster en Administració d'Empreses i doctor en Psicologia per la Universitat Autònoma de Barcelona. La seva tesi doctoral es titula Efectividad de un programa educativo en conciencia plena (Mindfulness) para reducir el burnout y mejorar la empatía, en profesionales de atención primaria, dirigida per Jenny Moix. Va ser directiu en diverses empreses internacionals. Va estudiar als Estats Units amb Jon Kabat-Zinn, desenvolupador de la reducció de l'estrès basat en l'atenció plena, i va ser nomenat instructor certificat pel Centre Mèdic de la Universitat de Massachusetts. Se'l considera un dels introductors d'aquest programa a Espanya el 2004. És fundador de l'Institut Esmindfulness.

## Obra publicada
- Una luz dentro de ti, una novela sobre el poder del Mindfulness (Zenith, 2020)
- Plenamente, Mindfulness o el arte de estar presente (Planeta, 2015; Diana, 2021)[8][9]
- Aprender a cambiar con Mindfulness (Plataforma, 2011)
- Con rumbo propio, disfruta de la vida sin estrés (Plataforma, 2008)